# Thomas Newman
Thomas Newman (* 20. října 1955 Los Angeles) je americký hudební skladatel filmové hudby, syn skladatele Alfreda Newmana. Studoval na Yaleově univerzitě a se skládáním hudby pro film začal v roce 1984, kdy složil hudbu pro Lehkomyslní. Později složil hudbu pro několik desítek dalších filmů. Byl nominován na nebo získal řadu ocenění, jako například Oscar, Annie, Emmy, Grammy a Zlatý glóbus.

## Hudba k filmům (výběr)
- Lehkomyslní (1984)
- Pomsta šprtů (1984)
- Skutečný genius (1985)
- Hurá! (1986)
- Feťáci (1987)
- Velká sázka (1991)
- Smažená zelená rajčata (1991)
- Vůně ženy (1992)
- Hráč (1992)
- Švédská trojka (1994)
- Malé ženy (1994)
- Vykoupení z věznice Shawshank (1994)
- Hrdinové mého dětství (1995)
- Fenomén (1996)
- Lid versus Larry Flynt (1996)
- Zaříkávač koní (1998)
- Americká krása (1999)
- Zelená míle (1999)
- Pošli to dál (2000)
- V ložnici (2001)
- Bílý oleandr (2002)
- Hledá se Nemo (2003)
- Lemony Snicket: Řada nešťastných příhod (2004)
- Těžká váha (2005)
- Mariňák (2005)
- Jako malé děti (2006)
- Nouzový východ (2008)
- VALL-I (2008)
- Bratři (2009)
- Dluh (2010)
- Správci osudu (2011)
- Černobílý svět (2011)
- Báječný hotel Marigold (2011)
- Skyfall (2012)
- Vedlejší účinky (2013)
- Pasažéři (2016)